# Apyrauna annulicornis
Apyrauna annulicornis är en skalbaggsart som beskrevs av Martins 2005. Apyrauna annulicornis ingår i släktet Apyrauna och familjen långhorningar. Inga underarter finns listade.